# فيرناندو مارتينيز
فيرناندو مارتينيز (بالإسبانية: Fernando Martínez)‏ (مواليد 18 يوليو 1991) هو ملاكم أرجنتيني، مثّل بلاده في الألعاب الأولمبية الصيفية 2016.

## روابط خارجية
فيرناندو مارتينيز على موقع بوكس ريك (الإنجليزية) (registration required)
- فيرناندو مارتينيز على موقع اللجنة الأولمبية الدولية (الإنجليزية)
- فيرناندو مارتينيز على موقع أوليمبيديا (الإنجليزية)
- فيرناندو مارتينيز على موقع اللجنة الأولمبية الأرجنتينية (الإسبانية)